# 左必蕃
左必蕃（？—？），字同芬、界园，原籍广东广州府顺德县，后居佛山。清朝官员。举人出身。

## 生平
清康熙二十年（1681年）中举人，任蠡县县令。康熙三十五年（1696年）后升任监察御史。后出知扬州府。康熙四十四年（1705年）南巡，嘉奖他的吏治，升为太常寺少卿，仍兼任扬州知府。
康熙五十年（1711年），左必蕃任江南乡试主考官，卷入辛卯科场案。发榜后，舆论大哗，因失察被革职，回乡后去世。